# 네로 클라우디우스 드루수스

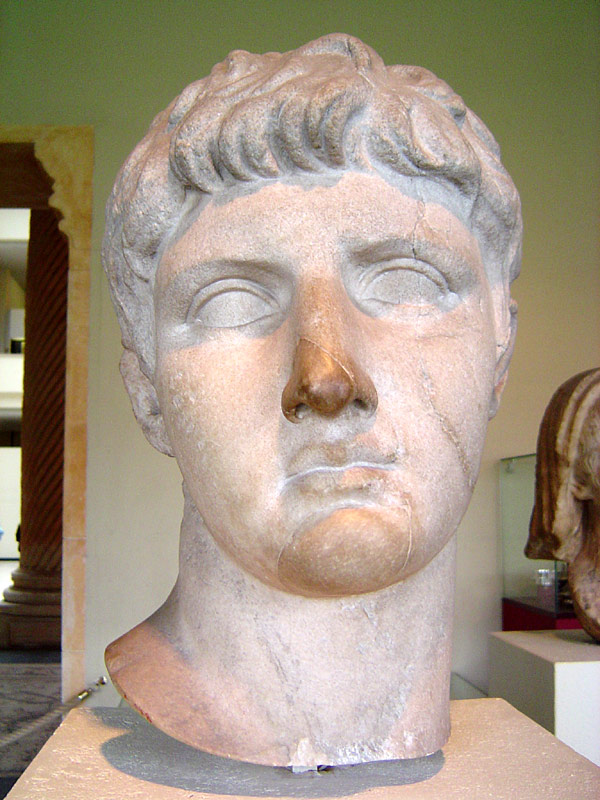
드루수스의 흉상

네로 클라우디우스 드루수스 게르마니쿠스(Nero Claudius Drusus Germanicus, 기원전 38년 ~ 기원전 9년)는 흔히 드루수스로 불리는 고대 로마의 군인이다. 아우구스투스의 세 번째 부인인 리비아의 둘째 아들이자 티베리우스의 동생이다. 친아버지는 티베리우스 네로이며 로마 전통의 명문가인 클라우디우스 씨족 출신이었다. 로마 제국의 제4대 황제 클라우디우스의 아버지이고 제3대 황제인 칼리굴라의 할아버지이며 제5대 황제인 네로의 증조할아버지이다.

## 출생과 사생활
리비아는 드루수스를 임신중이었을 때 티베리우스 네로와 이혼하고 아우구스투스와 결혼했다. 이 때문에 세간에서는 아우구스투스가 드루수스의 진짜 아버지라는 소문이 돌기도 했지만, 현대의 역사가들은 리비아가 드루수스를 임신했을 때에는 아직 아우구스투스와 만난 적이 없었다는 이유로 이를 사실로 인정하지 않는다.
드루수스는 의붓아버지 아우구스투스의 외조카이자 고모 옥타비아와 마르쿠스 안토니우스의 딸인 소 안토니아와 결혼했다. 부부는 행복한 결혼생활을 했으며 둘 사이에는 게르마니쿠스, 리비아, 클라우디우스 총 2남 1녀의 자식을 두었다. 드루수스가 죽은 이후 안토니아는 죽을 때까지 약 50여 년 동안 재혼을 하지 않았다.

## 공직 수행

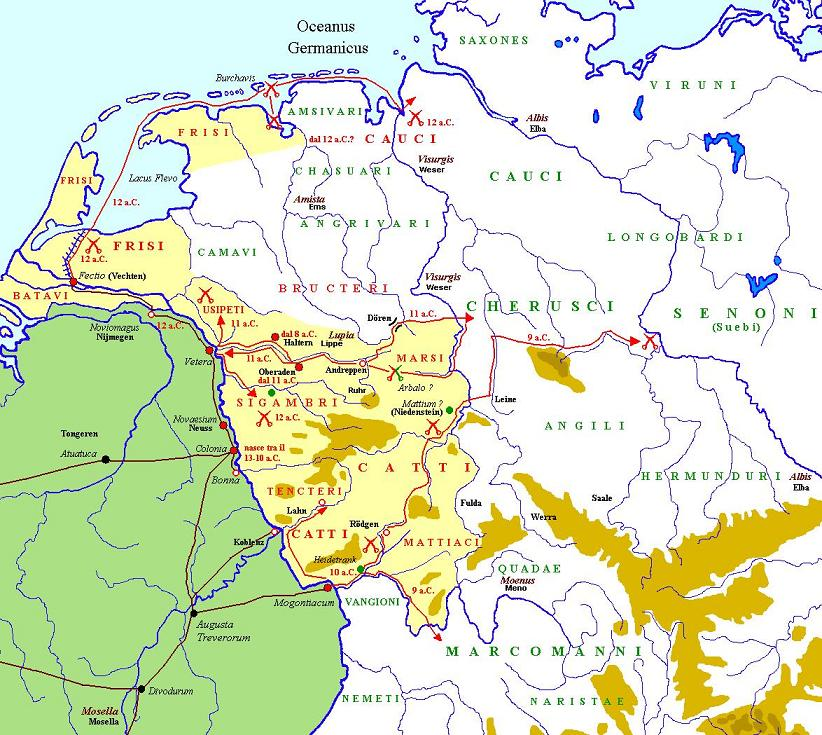
드루수스의 행군로

아우구스투스는 의붓아들에게 많은 임무를 주었다. 기원전 19년에는 최소 연령보다 5살이나 어렸지만 승인을 받아 공직에 종사할 수 있었다. 기원전 16년과 기원전 15년에는 알프스 지역의 산악부족들과 전투를 벌여 티베리우스와 함께 라에티아를 정복한다. 기원전 13년에는 갈리아 지역의 통치를 맡아 폭동을 진압했다. 이듬해부터는 게르만족을 평정하기 위한 군사 작전에 참가하였다. 드루수스가 이끄는 군대는 라인강 부근에서 진격하였다. 기원전 12년에는 북해를 통해 엠스강에 중류에 상륙하여 베저강 부근까지 진격했으며, 기원전 11년에는 라인강을 건너 베저강에 도달하였다. 기원전 10년에는 마침내 엘베강에 도달한다. 이 때의 전과로 기원전 10년에는 이듬해의 집정관으로 선출된다.

## 죽음
기원전 9년 겨울에 드루수스는 행군중에 낙마 사고로 인해 위독해졌다. 티베리우스는 사고 소식을 전해듣고 급히 달려왔다. 얼마 뒤 드루수스는 숨을 거두었고, 티베리우스는 동생의 유해를 선도하여 로마로 송환하였다.
드루수스의 유해를 화장한 재는 아우구스투스 영묘에 안치되었다. 드루수스가 받은 칭호인 "게르마니쿠스"는 드루수스의 큰 아들이 계승하였다.